# Sérgio Soares
Sérgio Soares (sinh ngày 11 tháng 1 năm 1967) là một cầu thủ bóng đá người Brasil.

## Sự nghiệp câu lạc bộ
Sérgio Soares đã từng chơi cho Kyoto Purple Sanga.

## Thống kê câu lạc bộ

### J.League
| Đội                | Năm       | J.League | J.League | J.League Cup | J.League Cup | Tổng cộng | Tổng cộng |
| Đội                | Năm       | Trận     | Bàn      | Trận         | Bàn          | Trận      | Bàn       |
| ------------------ | --------- | -------- | -------- | ------------ | ------------ | --------- | --------- |
| Kyoto Purple Sanga | 1996      | 9        | 0        | 11           | 0            | 20        | 0         |
| Tổng cộng          | Tổng cộng | 9        | 0        | 11           | 0            | 20        | 0         |